# 山本正明
山本 正明（やまもと まさあき、1944年9月1日 - 2014年5月）は、日本の元俳優。本名同じ。身長180cm、体重90kg。
東京都出身。法政大学中退。

## 人物
劇団ひまわり出身で、1959年の松竹映画『ハイティーン』でデビュー。1962年に日活と契約して主に青春映画に出演するが、その後、日活を退社してフリーとなる。
1964年のテレビドラマ『特別機動捜査隊』（NET）にゲスト出演したことがきっかけとなり、同年のテレビドラマ『ゼロ戦黒雲隊』（NET）にレギュラー出演。『ゼロ戦黒雲隊』のプロデューサーである中井義の勧めで、山本 磯六（やまもと いそろく）に改名する。
1966年、『忍者部隊月光』（フジテレビ）に第111話より、忍者部隊のメンバー・満月役でレギュラー出演。『月光』の主演である水木襄とは、行きつけのとんかつ店が一緒だったことから出演前から親交があり、水木に「俺も出たい」と話したところ、水木がプロデューサーに通して出演が決定した。
1968年からは再び本名に戻し、1969年のテレビドラマ『娘すし屋繁盛記』（朝日放送）の出演を経て、『バリバリ娘奮闘記』（朝日放送）では襖職人役でレギュラー出演。『バリバリ娘奮闘記』の出演者である和泉雅子や八代英太とは『娘すし屋繁盛記』でも共演していたため、当時の紹介記事では「気心が知れているので楽しい番組です」と述べている。
以後、人気漫画の実写版映画『あしたのジョー』でマンモス西を演じたほか、テレビでは『柔道一直線』（TBS）、『ウルトラマンA』（TBS）などに出演。
1978年に芸能界を引退、その後は絵画関係の仕事をしていた。2006年にファミリー劇場で放送された『ウルトラ情報局』にゲスト出演し久々にテレビに登場した。
晩年は、『ウルトラマンA』の共演者である高峰圭二や星光子たちと特撮関連イベントに出席するなど元気な姿を見せていたが、星光子は2015年1月の自身のブログの中で、『ウルトラマンA』共演者である佐野光洋から、2014年5月に山本が逝去したという連絡を受けたと綴っている。
『ウルトラセブン』（1967年）のフルハシ隊員の候補に挙がっていたが、スケジュールの都合で実現しなかった。
特技は、柔道、歌唱。

## 出演

### 映画
- ハイティーン（1959年、松竹）
- 喜劇 駅前団地 （1961年、東京映画）
- 車掌物語 旅は道づれ （1962年、日活） -  哲
- 殺人者を追え （1962年、日活） -  洗濯屋の小僧
- 英語に弱い男 東は東西は西 （1962年、日活） -  英三
- ハイティーンやくざ （1962年、日活） -  茂
- 歌う暴れん坊 （1962年、日活） -  警察の給仕
- 腰抜けガン・ファイター （1963年、日活） -  ソバ屋の小僧
- 銀座の次郎長 （1963年、日活） -  お上りさんの観光客（村相撲の大関）
- 結婚作戦要務命令 （1963年、日活） -  島田昭吉
- 若い港 （1964年、日活） -  青地
- 月曜日のユカ （1964年、日活）
- あしたのジョー（1970年、日活） -  マンモス西

### テレビドラマ

#### 山本 磯六 名義
- 特別機動捜査隊（NET）
  - 第140話「四百九十人の容疑者」（1964年）
  - 第274話「ある煙突地帯」（1967年）
- ゼロ戦黒雲隊 （1964年 - 1965年、NET） -  和田平助
- 空手三四郎 （1965年 - 1966年、NET）
- 忍者部隊月光　→ 新忍者部隊月光　第111話「マジック時計作戦（前）」 - 第130話「新兵器作戦（後）」 （1966年、CX） -  満月
- 快獣ブースカ 第5話「ブースカの名ガイド」 （1966年、NTV） -  宝石店店員
- 天下の青年（1967年、CX）

#### 山本 正明 名義
- 河童の三平 妖怪大作戦 第8話「呪いの泥人形」（1968年、NET）
- フジ三太郎 第5話「ママの誕生日」（1968年、TBS） -  朝焼産業社員
- 三十六人の乗客（1969年、NHK）
- 東京バイパス指令 第53話「復讐は誰の手に」（1969年、NTV）
- 娘すし屋繁盛記（1969年、ABC）
- バリバリ娘奮闘記（1969年、ABC） -  賢
- Oh! それ見よ 第12話「捜して良かった」（1969年、TBS）
- 柔道一直線（1969年 - 1971年、TBS） -  城山大作
- 鬼平犯科帳 第１シリーズ 第19話「霧（なご）の七郎」（1970年、NET / 東宝）‐ 与吉
- 女殺し屋 花笠お竜 第22話「長脇差から愛をこめて」（1970年、12CH）
- 白雪姫と七人の悪党たち （1971年、ABC）
- 遠山の金さん捕物帳 第49話「刺青を売る女」（1971年、NET） - 半助
- おれは男だ! 第19話「炎のように恋をしろ!」（1971年、NTV） -  旅館の従業員
- ウルトラシリーズ（TBS）
  - 帰ってきたウルトラマン 第18話「ウルトラセブン参上!」（1971年） -  スナックのマスター
  - ウルトラマンA（1972年 - 1973年） - 今野勉
- 一心太助（1971年 - 1972年、CX） -  仙太
- どっこい大作（NET） -   平山
  - 第46話「母さんにカンパイ!!」 - 第48話「青い鳥が逃げる!!」（1973年）
  - 第51話「洗われた愛」、第55話「夢よはばたけ」 - 第57話「僕の道君の道」、第59話「咲け! のぞみの花」 （1974年）
- 大江戸捜査網 第33話「恐怖の脱出作戦」（1974年、12CH）
- 東芝日曜劇場 / 縁結び（1974年、TBS）
- 伝七捕物帳 第67話「幼なじみに恋が散る」（1975年、NTV）
- ぐるぐるメダマン 第10話「猫がお金を食べちゃった!!」（1976年、東京12チャンネル） - 強盗
- 刑事くん 第4部  第24話「セーターに愛を編みこんで」（1976年、TBS）
- ロボット110番 第20話「百万円の大チャンス」（1977年、ANB） -  大工
- がんばれ! レッドビッキーズ 第7話「怒るな! カリカリ」（1978年、ANB） -  ムスタングス監督・馬場